# 女体盛り

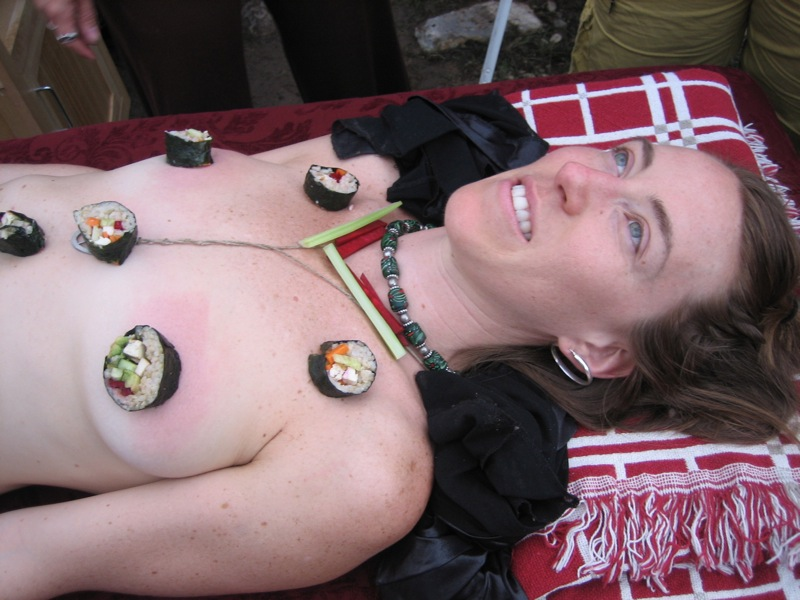
日本料理の寿司が盛られた女性

女体盛り（にょたいもり）とは、裸体や水着などを着用した女性の身体を器と見立て、刺身など食品を盛り付けて客へ供する宴席の饗宴である。「スファンクス」などフランスの娼館でも、女性の身体にキャビアを盛り客が口で舐めて食した。

## 概要

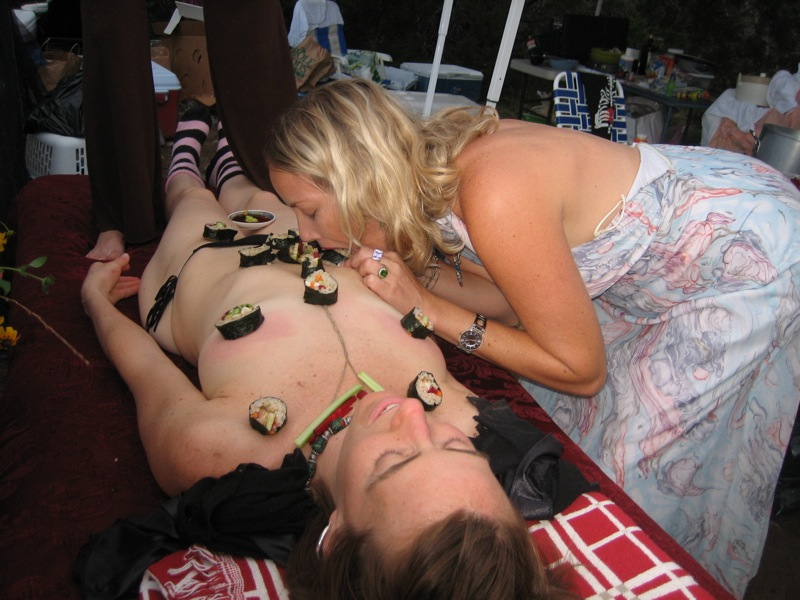
身体から直接、寿司を食べる女性

性的嗜好の催しであり、現在も発祥地と喧伝される石川県の温泉旅館 やショーラウンジなどで見受けられる。江戸時代に遊女の指南書として書かれた「おさめかまいじょう」に、女性器に刺身をつけて食べたがる客について
と記されているが、店が歓迎する行為ではなく発覚すると世話役が呼ばれた。
性的幻想を刺激する行為であるため、同種の行為は文芸作品、映像作品、性的興奮を目的としたポルノ作品、などに見られる。女性の身体に果実や菓子を載せたりクリームやシロップなどを塗布して食すなど、類似する饗宴が諸外国でも見られる。一方、食べ物を粗末にしているなどと嫌悪感を示す人も存在し得るため、そういった作品を人に勧める際には注意を要する。

## 女体盛りで問題となった事件

### 日本青年会議所女体盛り事件
1998年（平成10年）2月14日、日本青年会議所（JC）の幹部ら33人が、旭川駅前のホテル地下の居酒屋で懇談会を催した。旭川青年会議所会員と日本青年会議所職員が幹部のためとして「今日はバレンタインデーなので、旭川では女体盛りを用意しました。」などと言って、コンパニオンを部屋に呼んだ。全裸で刺身を盛り付けられる企画に参加したコンパニオン女性に、「その場にいた日本青年会議所議長と副議長4人を含むメンバーらが、一瞬『おおっ！』と驚きの声を上げ、次いで蜜にたかる蟻のように女体盛りに群がった。」「初めはサングラスをかけていたが、気分が乗ってくるとそれを自ら外し足も開いた。なかにはコンパニオンに刺身を股や乳首にくっつけてから食べる会議所会員もいた。」など掲載された。この事件は、同年6月に実はコンパニオンが16歳だったことから別の事件で補導された後、未成年なのにパーティーのコンパニオンの仕事を引き受けたことを話したことから発覚した。10月に議長ら参加者は旭川中央警察署で事情聴取を受け、未成年だと知って少女を手配した20代の東京JC会員など4人が売春防止法違反と北海道青少年保護育成条例違反で逮捕され、JCから除名処分を受けた。1998年11月3日と17日発売の写真週刊誌『FLASH』に「「女体盛り」逮捕犯」「あ!日本青年会議所（JC）議長のハシが乳首を!!刺身「女体盛り」ハレンチ写真」などの表紙と見出しで、現場写真数枚が2号連続で掲載された。

### シアトルの料理店での女体盛り論争
2003年11月、シアトルで日本料理店を自称する飲食店が、女体盛りを供することが論争になった。アジア系の女性団体が「この料理店のサービスは女性の体を物体のように扱い虐待する差別的行為」と抗議すると、韓国人のオーナーが「女体盛りは日本・アジアの文化・芸術であり、女性に対する侮辱的行為ではない」と抗弁した。

### ローマの料理店での女体盛り論争
2012年7月4日、イタリアの日刊紙コリエーレ・デラ・セーラが、ローマで日本料理店と称する飲食店で供される女体盛りを「日本の伝統」として紹介し、在イタリア日本大使館が抗議した。同紙の再取材に店長で香港人の女性は「これは日本の伝統じゃないか、女体盛りを出す日本食レストランはニューヨークやロンドンにたくさんある」と言い、「あなたたちは日本人ではないが、日本の伝統を正しく理解しているか」と問うと「ニューヨークへ行ってみなさい。あそこでは何もかも混ざってますよ」と激高した。

## 女体盛りを扱った作品
- 映画『ナイト・トーキョー・デイ』では、日本企業が外国人を金髪女性の女体盛りで接待する場面が見られ、監督のイザベル・コイシェはカンヌ国際映画祭の記者会見で「ロサンゼルスで見た」と答えた。
- 漫画『リーマンギャンブラーマウス』では、主人公に力を与えるためにヒロインの「インドまぐろ子」が様々な種類の女体盛りに扮している。
- 映画『ライジング・サン』では、褌姿の日本人が裸体女性の腹上に鮨を載せて食す場面が見られる。
- 映画『リトルトウキョー殺人課』では、日本人クラブ「盆栽クラブ」で女体盛りが供されている。
- 米国ドラマ『CSI:ニューヨーク』第4話「グランド・マスター」では、女体盛りが見られる。
- 米国映画『セックス・アンド・ザ・シティ』では、自ら女体盛りで恋人をもてなす様子が見られる。
- 米国映画『SUSHI GIRL』では、女体盛りが供されたパーティー会場を舞台に物語が進行する。
- 台湾映画『沙西米（サシミ）』では、波多野結衣が過激な「女体盛り」姿を披露している。
- ドラマスペシャル『味いちもんめ-湯けむり温泉旅情編-』では、主人公「伊橋悟」が、応援で派遣された温泉旅館で宴会の料理を整えているとき、宿泊するヤクザ達から女体盛りを仕立てるよう恐喝される。しぶしぶ従う伊橋を熊野信吉は殴りつけ「女体盛りなんてする奴は、料理にも女にも愛情の無い奴だ！」と激しく叱責する。[注 1]
- フロー・ライダーの楽曲『My House』のMVでは、自分の家で主催したパーティーの一環として仲間たちが女体盛りで寿司を頬張る場面が見られる[11]。